# Stephan Auer
Stephan Auer (Bécs, 1991. január 11. –) osztrák labdarúgó, a First Vienna játékosa.

## Pályafutása
1997-ben kezdett a Schwechat korosztályos csapataiban játszani, egészen 2002-ig. Ekkor igazolt az Admira Wacker Mödling akadémiájára. 2009. november 13-án mutatkozott be a második csapatban a Floridsdorfer AC ellen 2–0-ra elvesztett bajnoki mérkőzésen, a 83. percben Markus Lackner cseréjeként. 2011. április 9-én megszerezte első bajnoki gólját a harmadosztályban az Austria Wien II ellen. Egy héttel később ismét eredményes volt, a Columbia Floridsdorf ellen 2–1-re elvesztett bajnoki találkozón.
Április 29-én első alkalommal ülhetett a kispadon az első kerettagjaként, az SKN St. Pölten elleni másodosztályú bajnokin. November 27-én bemutatkozott a felnőttek között, a Sturm Graz elleni élvonalbeli mérkőzésen. 2012. február 18-án a Wacker Innsbruck ellen 2–1-re elvesztett mérkőzésen csapata egyetlen gólját szerezte meg, valamint saját maga első élvonalban lőtt gólja lett. 108 tétmérkőzésen lépett pályára és ezeken 5 gólt szerzett.
2015. július 1-jén bejelentették, hogy 3 évre aláírt a Rapid Wien csapatához. Július 25-én az SV Ried ellen debütált új csapatában a bajnokságban. Szeptember 17-én néhány perc játéklehetőséget kapott az Európa-ligában a spanyol Villarreal ellen. 2017. július 22-én első gólját szerezte meg a Rapid színeiben az SV Mattersburg ellen 2–2-re végződő bajnoki mérkőzésen. Egy hónappal később a Sturm Graz ellen ismét eredményes volt. Csapata egyik legmeghatározóbb játékosa lett.
2020. szeptember 28-án szerződtette az Admira Wacker csapata. 2022. január 21-én másfél évre írt alá a First Vienna csapatához.

## Statisztika
2020. december 19-i állapot szerint.
| Klub             | Szezon           | Bajnokság | Bajnokság | Kupa    | Kupa  | UEFA    | UEFA  | Összesen | Összesen |
| Klub             | Szezon           | Meccsek   | Gólok     | Meccsek | Gólok | Meccsek | Gólok | Meccsek  | Gólok    |
| ---------------- | ---------------- | --------- | --------- | ------- | ----- | ------- | ----- | -------- | -------- |
| Admira Wacker II | 2009–10          | 10        | 0         | –       | –     | –       | –     | 10       | 0        |
| Admira Wacker II | 2010–11          | 23        | 2         | –       | –     | –       | –     | 23       | 2        |
| Admira Wacker II | 2011–12          | 14        | 1         | 1       | 0     | –       | –     | 15       | 1        |
| Admira Wacker II | 2012–13          | 12        | 0         | –       | –     | –       | –     | 12       | 0        |
| Admira Wacker II | Összesen         | 59        | 3         | 1       | 0     | 0       | 0     | 60       | 3        |
| Admira Wacker    | 2010–11          | 0         | 0         | 0       | 0     | –       | –     | 0        | 0        |
| Admira Wacker    | 2011–12          | 20        | 1         | 0       | 0     | –       | –     | 20       | 1        |
| Admira Wacker    | 2012–13          | 16        | 0         | 1       | 0     | –       | –     | 17       | 0        |
| Admira Wacker    | 2013–14          | 31        | 1         | 4       | 1     | –       | –     | 35       | 2        |
| Admira Wacker    | 2014–15          | 34        | 1         | 2       | 1     | –       | –     | 36       | 2        |
| Admira Wacker    | Összesen         | 101       | 3         | 7       | 2     | 0       | 0     | 108      | 5        |
| Rapid Wien       | 2015–16          | 19        | 0         | 3       | 0     | 6       | 0     | 28       | 0        |
| Rapid Wien       | 2016–17          | 18        | 0         | 5       | 0     | 3       | 0     | 26       | 0        |
| Rapid Wien       | 2017–18          | 32        | 2         | 4       | 1     | –       | –     | 36       | 3        |
| Rapid Wien       | 2018–19          | 19        | 0         | 4       | 0     | 2       | 0     | 25       | 0        |
| Rapid Wien       | 2019–20          | 15        | 0         | 2       | 0     | –       | –     | 17       | 0        |
| Rapid Wien       | Összesen         | 103       | 2         | 18      | 1     | 11      | 0     | 132      | 3        |
| Admira Wacker    | 2020–21          | 22        | 0         | 1       | 0     | –       | –     | 23       | 0        |
| Admira Wacker    | 2021–22          | 3         | 0         | 1       | 0     | –       | –     | 4        | 0        |
| Admira Wacker    | Összesen         | 25        | 0         | 2       | 0     | 0       | 0     | 27       | 0        |
| First Vienna     | 2021–22          | 12        | 0         | 0       | 0     | –       | –     | 12       | 0        |
| First Vienna     | Összesen         | 12        | 0         | 0       | 0     | 0       | 0     | 12       | 0        |
| Karrier összesen | Karrier összesen | 300       | 8         | 28      | 3     | 11      | 0     | 339      | 11       |

## Sikerei, díjai
- First Vienna
  - Osztrák Regionalliga Ost: 2021–22

## Külső hivatkozások
- Stephan Auer adatlapja a Rapid Wien oldalán (németül)
- Stephan Auer adatlapja a Transfermarkt oldalán (angolul)
- Stephan Auer adatlapja a Soccerway oldalon (angolul)